# 喜撰山ダム
喜撰山ダム（きせんやまダム）は、京都府宇治市、淀川水系寒谷川に建設されたダム。
高さ91メートルのロックフィルダムで、関西電力（関電）の揚水式水力発電所・喜撰山発電所の上池を形成。下池・天ヶ瀬ダム（鳳凰湖）との間で水を往来させ、最大46万6,000キロワットの電力を発生する。
琵琶湖国定公園エリア内に位置している。

## 歴史
1953年（昭和28年）、台風13号によって淀川流域は過去最悪の水害を喫し、全国的にも治水対策が重要視されるようになった。経済安定本部は諮問機関である治水調査会の答申を受け、日本の主要10水系に多目的ダム建設を柱とした総合的洪水調節対策である「河川改訂改修計画」を策定した。淀川水系でも「淀川水系改訂基本計画」が策定され、淀川本川に洪水調節を主目的とした多目的ダムを建設されることになった。これが1964年（昭和39年）に完成した天ヶ瀬ダム（建設省、現・国土交通省近畿地方整備局）である。
なお、天ヶ瀬ダム建設以前には志津川ダム（別名：大峰ダム、堤高35.0m）が設置されていた。これは1924年（大正13年）、宇治川電気（関電の前身のひとつ）が建設したダムで、日本における重力式コンクリートダムの草分けであったが、志津川発電所と共に水没してしまった。なお、関電と建設省の間で行われた交渉の結果、代替施設として天ヶ瀬ダムを発電を含む多目的用途としたうえ、直下流に認可出力9万2,000キロワットの天ヶ瀬発電所（1964年（昭和39年）稼働開始）を建設することで合意した。
関電は増え続ける電力需要に対応するため、天ヶ瀬ダム湖に注ぐ寒谷川に新設する喜撰山ダムを利用した揚水発電を計画し、建設省に天ヶ瀬ダム湖の使用許可を取り付ける。天ヶ瀬ダム完成から2年後、1966年（昭和41年）より喜撰山ダムの建設が開始され、それから3年後の1969年（昭和44年）6月にダムが完成し、同年11月より本格湛水開始、さらに1年後の1970年（昭和45年）10月14日に発電所と共に完成した。1号機は同年1月28日、2号機は同年7月5日に運転を開始し、両機合わせて最大出力は46万6,000キロワットで、関電としては初となる大規模な純揚水式水力発電所である。関電はこの後、円山川・市川の奥多々良木発電所（多々良木ダム・黒川ダム）や、熊野川水系の奥吉野発電所（瀬戸ダム・旭ダム）建設を手掛けていく。

## 周辺
喜撰山ダム西には、その名の由来にもなった喜撰山（標高416メートル）がある。平安時代の歌人で六歌仙の一人にも数えられる喜撰法師にゆかりのある山である。周辺には天ヶ瀬ダムや平等院、天ヶ瀬森林公園など観光資源が多い。ただし、喜撰山ダム本体については一般に開放されていない。

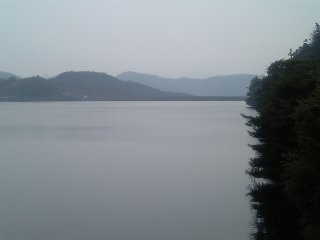
喜撰山ダム湖
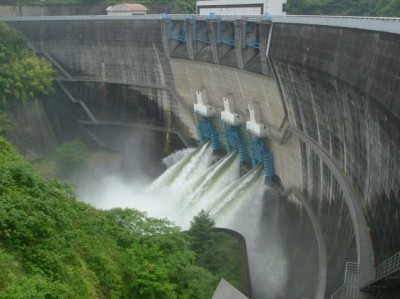
下池の天ヶ瀬ダム
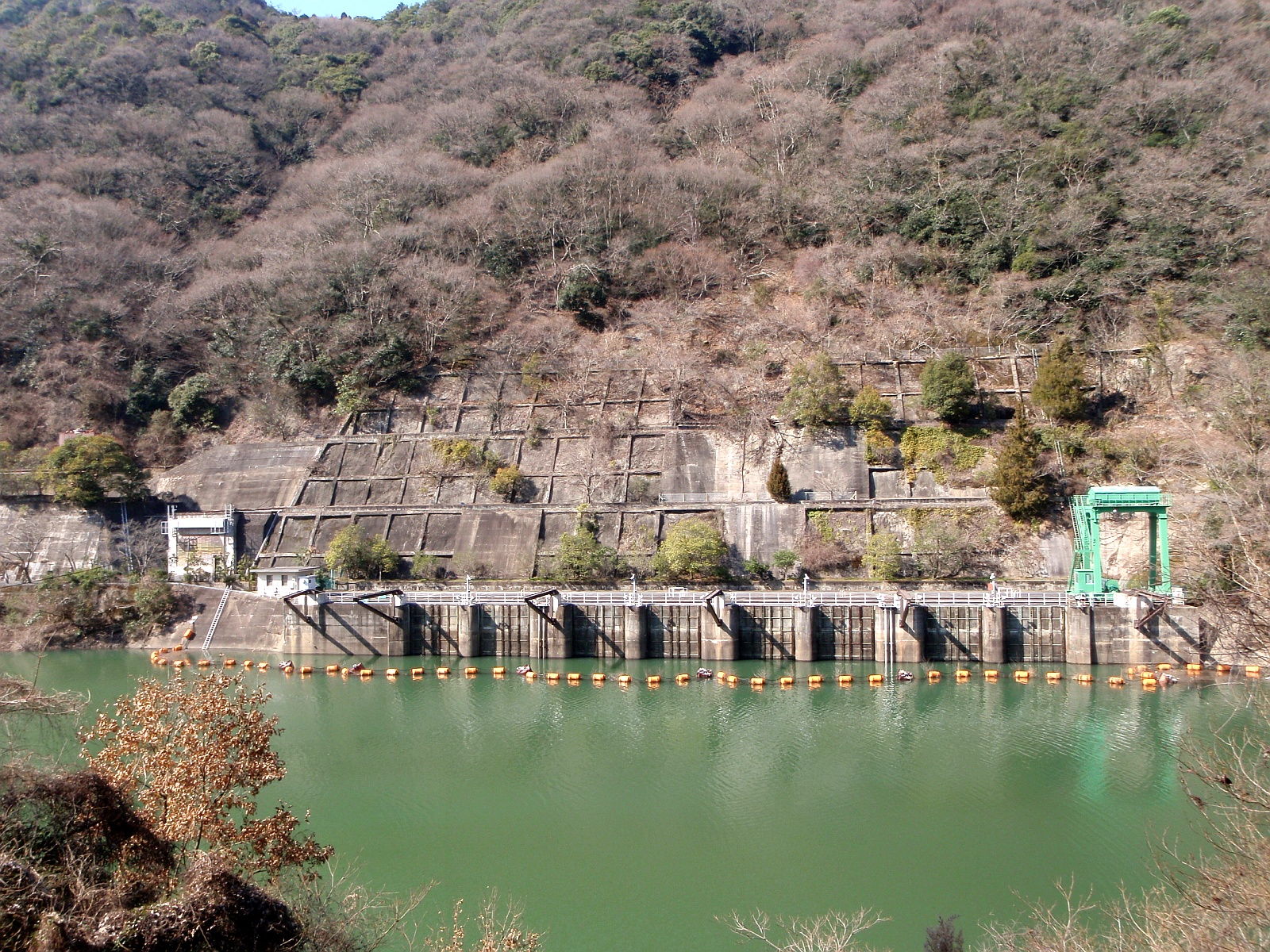
天ヶ瀬ダム湖への放水口(揚水時の取水口も兼ねている)
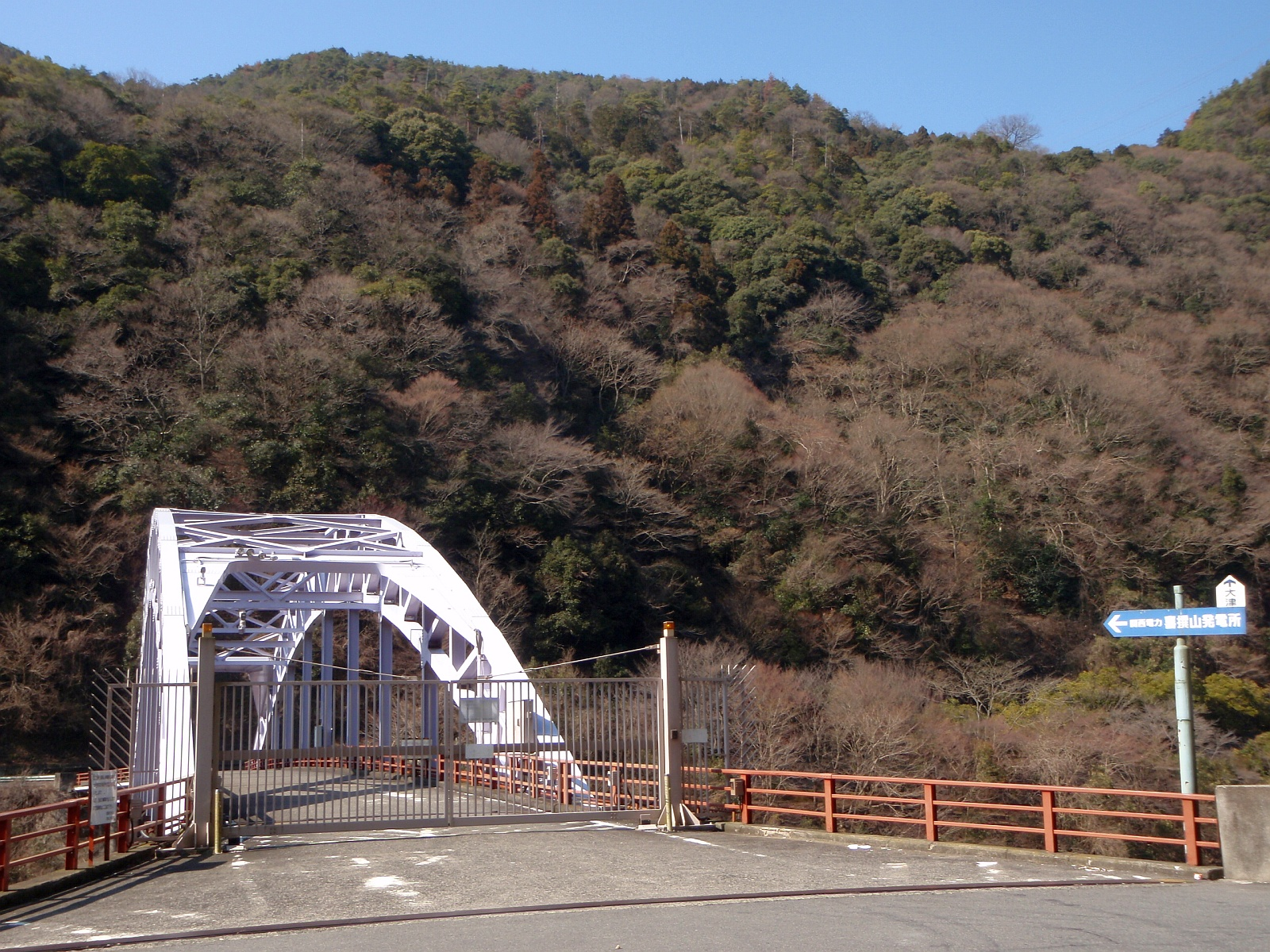
喜撰山大橋（喜撰山ダム・発電所への入口）